# Petelia riobearia
Petelia riobearia là một loài bướm đêm trong họ Geometridae.